# الرومانية الكاثوليكية في تشيلي

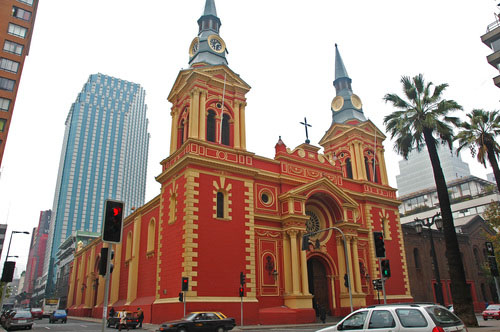
كاتدرائية لا-مارسيد في مدينة سانتياغو.

هناك نحو أحد عشر مليون معمد كاثوليكي في تشيلي أي نحو 63% من مجموع السكان (16,500,000 في عام 2008). هناك 5 مطرانيات 18 أبرشية، نيابة رسولية واحدة، وحبرية شخصية واحدة (أوبوس داي).
كانت الكاثوليكية قد دخلت من قبل الرهبان الفرنسيسكان والدومنيكان واقد رافقوا الاستعمار الإسباني في القرن 16. تأسست الرعية الأولى في العام 1547 والأبرشية الأولى في عام 1561. وتنصر معظم السكان الأصليين في المناطق الشمالية والوسطى بدءًا من العام 1650. خلال استقلال التشيلي أعاقت الحكونة نشاط الكنيسة خلال الحملة من أجل الاستقلال (1810-1818)، وذلك في السنوات الأولى للحكومة الجديدة. في القرن 20، وواجهت الكنيسة صعوبات في تحقيق المزيد من النجاح بسبب النقص في رجال الدين ومحاولات الحكومة للسيطرة على إدارة الكنيسة. تم الفصل بين الكنيسة والدولة بعدما وضع دستور جديد في عام 1925. وتوترت العلاقات بين الكنيسة والدولة في عهد الرئيس الماركسي سلفادور ألليندي وتحت الدكتاتورية العسكرية أوغستو بينوشيه. خلال نظام بينوشيه، في حين أن بعض الأساقفة الكاثوليك والكهنة دعموا النظام، الا أن البعض الآخر تحت قيادة رئيس أساقفة سانتياغو وهو الكاردينال راؤول سيلفا إنريكيز أعدوا وثيقة في حقوق الإنسان من أجل «الحصول على مساعدة ذوي المعتقلين المختفين».
هناك ست جامعات الكاثوليكية في البلاد: الجامعة الكاثوليكية، الجامعة الكاثوليكية للمولي، الجامعة الكاثوليكية في الشمال، الجامعة الكاثوليكية البابوية لشيلي (في سانتياغو)، الجامعة الكاثوليكية البابوية في فالبارايسو، الجامعة الكاثوليكية تيموكو. وتعتبر الجامعة البابوية يونيفرسيداد كاتوليكا دي تشيلي (سانتياغو) واحدة من «الكليات الأفضل في العالم والجامعات» في العام 2009 وذلك وفقًا في ليس نيوز اند وورلد ريبورت 2009، وصنفت جامعة يونيفرسيداد بونتفشالي كاتوليكا دي تشيلي في المركز الثاني بين 100 جامعة في أمريكا اللاتينية وذلك وفقاً للتصنيف للتصنيف الأكاديمي لجامعات العالم. الرئيس المنتخب الجديد، سبستيان بنييرا، هو خريج جامعة يونيفرسيداد كاتوليكا دي تشيلي.
تدير الكنيسة الكاثوليكية العديد من المدارس الثانوية والابتدائية. واحدة من الأكثر شهرة هي كلية سانت جورج، التي تديرها تجمع الصليب المقدس. ثلث الرئساء التنفيذيين لأفضل 200 شركة في الشيلي هم من خريجي كلية سانت جورج. وثد سلط الضوء في الآونة الأخيرة على المدرسة من قبل خريجي المدرسة، أندريس وود، الذي أشرف على الفيلم الوثائقي.
الحكومة تتخذ عدد من الأعياد الكاثوليكية كأعياد وعطل وطنية (إن كانت خلال الأسبوع): يوم الجمعة العظيمة، وعيد الميلاد، عيد العذراء سيدة الكرمل، عيد الحبل بلا دنس، عيد القديسين بطرس وبولس، عيد رفع مريم وعيد جميع القديسين.